# Библиотека института экономики и социологии города Людвигсхафен
Библиотека института экономики и социологии города Людвигсхафен (нем. die Bibliothek der Hochschule für Wirtschaft und Gesellschaft Ludwigshafen, сокр. HWG) ответственна за предоставление аналоговой и электронной литературы студентам и преподавателем во время процесса обучения и написания научных исследований. Кроме того, услугами библиотеки могут воспользоваться все желающие гости. Библиотека спроектирована главным образом как библиотека со свободным обращением: посетители могут самостоятельно найти книги на полках. Книги классифицируются по Регенбургской библиотечной системе.

## История и организационная структура
В каждом корпусе института есть своя библиотека: центральная библиотека, специализированная библиотека социологии и здравоохранения (библиотека кафедры № 4), а также библиотека института Восточной Азии.

### Центральная библиотека
Сегодняшняя центральная библиотека, основанная в 1965 году, переехала в текущее помещение в марте-апреле 1999 года; до этого она состояла из нескольких проходных офисных помещений. В 1999—2000 учебном году было решено приобрести для центральной библиотеки систему EM — система защиты книг от краж. Также в 1999 году был создан архив для хранения книг, закрытый для посещения посетителей, который позднее, в 2013 году, был оснащён мобильными архивными стеллажами.
В 1971 году был создан университет прикладных наук Рейнланд-Пфальц и объединял в себе институты, расположенные в федеральной земле Рейнланд-Пфальц, в том числе и институт прикладной экономики Людвигсхафен-ам-Райн. С 1976 по 1991 год между собой объединились институт прикладной экономики Людвигсхафен-ам-Райн и институт Вормса. Согласно отчетным данным немецкой библиотечной статистики 1982—1983 года в первый раз сегодняшняя центральная библиотека принимала участие в статистическом учёте именно как отделение библиотеки университета прикладных наук Рейнланд-Пфальц. В 1988 году в библиотеке была введена электронная система учёта книг и обслуживания. Однако данная система обслуживания «не имела в наличии такие необходимые условия как, например, терминал самообслуживания […]. Помимо этого, в системе не хватает функции выдачи книг». «Техническая и организационная подготовка каталогизации к переходу на электронную базу» продлилась до 1990-х годов. После того как институт прикладной экономики Людвигсхафен-ам-Райн вновь обрёл самостоятельность, в 1996 году в нынешней центральной библиотеке началась установка локальной системы BIS-LOK, в 1997—1998 учебном году библиотека перешла на систему электронной обработки данных. В 1998—1999 учебном году в интернете публикуется много обширной информация о работе библиотеки, в то же время открывается её онлайн-каталог, который, однако, ещё не был доступен для интернет-пользователей.

### Специализированная библиотека социологии и здравоохранения (библиотека кафедры № 4)
Адрес: ул. Максштрассе 29, 67059 Людвигсхафен-ам-Райн.
Библиотека была основана в 1971 году как библиотека Евангелического института Людвигсхафена. «История сегодняшней специализированной библиотеки социологии и здравоохранения берёт начало в 1984 году, в моменте основания евангельской школы церковной и медицинской службы, и семинарии социальных профессий и церковных служб в 1950 году». Фонд библиотеки насчитывал тогда 3142 экземпляров. Они были переданы библиотеке Людвигсхафена книжным магазином семинарии социальных профессий. Семинария относилась к сообществу внутренних миссионеров земли Рейнланд-Пфальц, которое находилось в городе Шпайер. Помещение библиотеки было расширено и перестроено в 1990 и 2013 годах. В 1999 году произошел переход на электронную систему выдачи книг (вначале использовалась система BIS-LOK, а с 2004 — BIS-C), а также опубликован веб-сайт.
В 2008 году произошло организационное объединение прежней библиотеки Евангелического института Людвигсхафена с нынешней центральной библиотекой. С тех пор библиотека именуется специализированной библиотекой социологии и здравоохранения (с тех пор же она работает под своим нынешним именем).

### Библиотека института Восточной Азии
Адрес: Райнпроменаде 12, 67059 Людвигсхафен-ам-Райн.
Библиотека института Восточной Азии была неотъемлемой частью обучения ещё при планировании прежнего факультета «Маркетинг Восточной Азии» в 1988 году. С момента переезда в недавно построенный институт Восточной Азии на южном берегу Рейна в 1997 году книжные собрания, ранее размещённые в двух местах, были объединены в одном месте. Тематика собрания библиотеки — книги и журналы, посвященные восточноазиатскому экономическому пространству. Поскольку студенты института Восточной Азии должны пройти обязательный год по обмену в Китае, Японии или Корее, в библиотеке института находится большое количество учебников по китайскому, японскому и корейскому языкам.
Благодаря пожертвованиям и фондам в библиотеке также имеется ряд антикварных книг, вплоть до книг начала 19 века. К ним относятся, в частности, отчеты писателя-путешественника Эрнста фон Гессе-Вартегга.
В распоряжении библиотеки также находится коллекция ценных книг и артефактов предпринимателя Эмиля Хельфериха, связанных с Восточной Азией. К ней относится также оригинал очерка Йона Ниойхофса «Описание Китая», датированный 1665 годом.

### После слияния 2008 года
После организационного слияния в 2008 году центральной библиотеки и библиотеки института Восточной Азии с одной стороны, и специализированной библиотека социологии и здравоохранения (библиотека кафедры № 4) — с другой, в 2009 году данные электронного каталога были объединены. В настоящее время выдача книг, продление, предзаказы, предупреждения о неуплате, а также сам онлайн-каталог работают в автоматизированной библиотечной информационной системе Alephino, принадлежащей компании Ex Libris Group. С начала учебного года 2013—2014 три отдельных веб-сайта каждой из библиотек были объединены в один новый. В 2015 году во всех трёх библиотеках была введена противокражная система книг RFID.

### Руководители библиотеки
- с 2015 года по настоящее время — Торстен Хас[21]
- 2008—2015 — Росвита Вигенер[22]

В предшествующих институтах:
- 1992—2008 — Винфрид Прауч (в библиотеке Евангелического института Людвигсхафена)[23]
- 1982—2008 — Росвита Вигенер (в библиотеке института прикладных наук Людвигсхафена — Института экономики)[21]
- 1977—1991 — Ингеборг Хоппе (в библиотеке Евангелического института Людвигсхафена)[24]
- 1974—1976 — Герман Ленц (в библиотеке Евангелического института Людвигсхафена)[25]

## Фонд книг и оборудование
В соответствии с традиционно установившейся структурой и специализации трёх библиотек, три отделения сосредоточены на разных предметных областях:
- Центральная библиотека: экономика и организация производства, а также смежные науки
- Специализированная библиотека социологии и здравоохранения: социальная работа, сестринское дело, медсестринское образование, а также соответствующие аспекты из смежных дисциплин.
- Библиотека института Восточной Азии: экономика стран Восточной и Юго-Восточной Азии.

Приобретение и получение средств массовой информации осуществляется в библиотеках децентрализовано. Покупка книг, однако, координируется общей интегрированной библиотечной системой Alephino. С её помощью читатели могут поучаствовать в пополнении собрания печатных книг через пользовательскую процедуру приобретения: если какая-либо книга ещё не приобретена, но, по мнению пользователя, она должна пополнить фонд библиотеки, то пользователь может повлиять на процесс покупки этой книги в программе Desiderate.

### Учебное помещение библиотеки
Библиотека института Людвигсхафена насчитывает более 120 рабочего места и полностью оснащена беспроводным Wi-Fi. Принтер/ксерокс, сканер, компьютеры дополняют предложение. В специализированной библиотеке социологии и здравоохранения доступно 12 мест для групповых работ, в центральной библиотеке доступно помещение для групповых работ на 22 места. Специализированная библиотека института Восточной Азии насчитывает более 40 мест, а также имеется принтер/ксерокс, сканер и один компьютер для работы.
Основная площадь библиотеки института составляет 1194 м2. По нынешним планам к 2022 году в рамках нового здания площадь должна расшириться до 2191 м2.

### Поиск и использование медиа
Фонд библиотеки института Людвигсхафена также можно проверить в онлайн-каталоге. В качестве удостоверения пользователя используется мультифункциональная карточка с помощью которой, например, также можно обслуживаться в столовой. Большая часть фонда библиотеки выставлена для свободного пользования. Только очень часто используемые, преимущественно старые экземпляры располагаются в недоступном для свободного обращения архиве.
Кроме того, библиотека института Людвигсхафена принимает участие с 2003 года в онлайн-межбиблиотечном обмене.

### Гибридная библиотека
Следуя принципу «Гибридная библиотека старается использовать технологии, отражающие лучшее из двух миров: печатного и цифрового», в библиотеке института Людвигсхафена наряду с традиционными, предлагаются также электронные книги и услуги. Актуальные материалы доступны преимущественно в электронной форме: соотношение печатных книг 2017—2019 годов издания с электронными тех же годов равно примерно 3:5.
Фонд коммерчески полученных электронных книг составляет примерно 49.700 экземпляров, которые начали приобретаться ещё в 2007 году. Студентам и работникам института, пользующимся внутренней сетью ВУЗа, помимо общедоступных электронных журналов доступны также около 41.250 электронных газет. Электронные журналы входят в электронную библиотеку научных журналов (EZB), которые внесены в банк данных DBIS.

## Интернационализация
В связи с растущей интернационализацией института экономики и социологии города Людвигсхафен и, как следствие, предложения лекций на английском языке англоязычная литература играет всё более важную роль. Среди приобретаемых книг доля англоязычных составляет примерно 32 процента (печатные книги и электронные книги 2017—2019 годов выпуска), а среди электронных книг даже почти 42 процента.
Кроме того, библиотека института стремится поддерживать международные контакты, например, в 2017 году сотрудники библиотеки участвовали в мероприятии «Международная неделя» университета Уэльвы (Испания).

## Обучающая библиотека
Библиотека института Людвигсхафена предлагает, кроме того, и обучающие занятия. В общей сложности в 2019 году для посетителей было проведено 69 обучающих часов. Предложение обучения включает в себя:
- Экскурсии по библиотеке (на русском, английском языке)
- Мероприятия для первокурсников в актовом зале (теоретическая информация о системе OPAC)
- Практические курсы по обучению OPAC
- Введение в программу управления библиографической информацией Citavi
- Введение в пользование веб-сайтом библиотеки на английском языке
- Обширные курсы, специально разработанные для конкретной целевой аудитории или конкретного факультета (например, сведения об онлайн-базах данных, электронных книгах и журналах, а также о научных поисковых системах и виртуальных специализированных библиотеках).

Часть занятий проводится в рамках общеобразовательного «Долгого дня (отложенной на потом) курсовой». Кроме того, предлагаются индивидуальные консультации (лично, по e-mail, по телефону, через BigBlueButton), онлайн-семинары, а также и онлайн-уроки для самостоятельного обучения.

## Социальная библиотека
В рамках возможностей библиотек малого и среднего размера библиотека института Людвигсхафена предоставляет места для работы или практики. Например, с 2015 года библиотека предлагает места для прохождения профессионального обучения на специалиста по медиа и информационным службам, а с марта 2012 года нанят работник с ограниченными интеллектуальными возможностями. Также библиотека вновь и вновь предоставляет возможность клиентам Центрального института психического здоровья Мангейма, а также Вихерн-Института снова попробовать себя в работе и/или проверить переносимость нагрузок. В 2018—2019 годах помимо всего прочего в рамках проекта «План действий — безбарьерный университет» было реализовано одно из направлений проекта «Безбарьерная библиотека». Вдобавок, институт Людвигсхафена представляет по всей Германии «АО Безбарьерность в (цифровых) библиотеках».

## Рейтинг CHE
В рейтинге CHE (центр развития ВУЗов) библиотека института Людвигсхафена занимает ведущее место с оценкой 1,9. Учащиеся оценивают при этом наличие необходимой литературы, актуальное собрание фонда книг, довольны ли они оказываемой персоналом библиотеки помощью, а также доступность электронных журналов.

## Сотрудничество
Библиотека тесно сотрудничает с библиотекой винодельческого кампуса Нойштадт-ан-дер-Вайнштрассе; Институт экономики и социологии города Людвигсхафен — один из представителей «винодельческого кампуса».
С 2008 года библиотека института Людвигсхафена является членом ассоциации библиотек hbz. Кроме того, библиотека сотрудничает с библиотекой Мангеймского университета.